# おしおき☆パンチガール!!!
『おしおき☆パンチガール!!!』は、クラフト&マイスターが開発しe-Dragon Powerにより配信されていたスマートフォン用ゲームアプリ。内容は主人公の女子高生を操作して、「ヘンタイ紳士」と呼ばれる男性を1対1で攻撃するアクションゲーム。

## 概要
架空の「『ヘンタイ大国』となった20XX年の日本」における電車内を舞台に、個性的な姿や言動で女性乗客を怯えさせる「ヘンタイ紳士」に女子高生が制裁を加える物語で、ゲーム本編は固定画面に3次元コンピュータグラフィックスで表現されるステージ制のゲームである。基本無料のアイテム課金制で展開、2013年10月16日にiOS版、同23日にAndroid版が配信開始され、配信元によれば2週間で10万ダウンロード、1ヶ月で20万ダウンロードを越えたという。2013年11月29日から同年12月1日にかけて秋葉原のキュアメイドカフェがコラボイベント「おしおき☆カフェ」を展開、ゲームにちなむメニュー提供のほか、主人公に扮したアリスプロジェクト所属アイドルとの記念撮影サービスを行った。
2015年にメジャーアップデートを実施し『もぉ〜っと♥おしおき☆パンチガール!!!』としてリニューアルされた後、2016年9月12日をもってサービスが終了された。

## ゲーム内容
操作は基本的に画面内のボタン等を叩いて（タップ）行う。「おしおき」（攻撃）中は主人公・もみじが画面から向かって左、攻撃を受ける「ヘンタイ紳士」は右に配置され、両者をほぼ真横から視界に治めた視点（サイドビュー）で展開される。
ゲームはまず「地域」と「鉄道路線」を選択し、「駅」毎に1人ずつ現れる「ヘンタイ紳士」それぞれに設定された数のコンボ（連続攻撃）を達成しながらゲームを進め、全ての駅を制覇して路線を、全ての路線を制覇して地域を、という具合に全ての地域を制覇することが最終目的となる。また、既に制覇した地域や路線、駅は何度でも再挑戦できる。一方、特定期間に開催される「ランキングイベント」では他のプレイヤーとコンボ数の記録を競うこともできる。

### おしおき
ヘンタイ紳士は最初吊り下げられるなど動きを制限された状態で、時間経過により拘束が取れて自由落下を始める。プレイヤーは画面内のボタンをタップしてもみじに彼を攻撃させ、彼が床へ着地するまでに指定された回数攻撃できれば「おしおき成功」でステージ制覇、到達できなければゲームオーバーとなる。攻撃技には各々設定された方向へ相手を移動させる性質があり、互いの距離やヘンタイ紳士の高さに応じた技で攻撃し彼の着地をいかに遅らせて攻撃数を増すかがゲームの根幹要素となる。なお、ヘンタイ紳士はもみじへの反撃や防御・回避行動を一切しない。「おしおき」を開始するには一定の「行動力」を要し、ステージを制覇すると攻撃数に応じた「経験値」や「ダルマコイン」を獲得する。
おしおき中、ヘンタイ紳士は徐々に落下するが、攻撃が一定数に達する毎に「カイチンの一撃」が発動して重力がリセットされ、上向きの攻撃で彼が上昇し易くなる。また、曜日毎に特定のヘンタイ紳士の「珍スポット」（急所）を攻撃すると一部のワザ習得に必要な「珍品」を獲得する場合がある。

#### ドーピング
おしおき開始前に任意に「金の玉」を消費して「ドーピング」という特殊効果を得ることができる。これは「吊り下げ時間が長くなる」「ヘンタイ紳士が軽くなる」「最初の攻撃を『50発』と数える」など、おしおきを有利に進めるものである。

### ルーレット
おしおきで特定の条件を満たした場合、おしおき後にルーレットが発動し、行動力・ダルマコイン・経験値・金の玉のいずれかを無作為に獲得できる。

### 主人公の強化など
ヘンタイセレクト（路線・駅選択）で「セニョール道場」を選ぶと、おしおきで獲得した経験値を消費して主人公のワザ（技）を購入できる。ワザは攻撃方向別に5系統あり、購入時には実際の動作を確認できる。購入したワザは、路線選択でグローブのアイコンを選ぶかおしおき開始時に最大4種類を設定できる。なお、道場で買えるワザの種類はゲームの進行に従って増え、その一部は習得に上述の「珍品」を必要とする。
ヘンタイセレクトでハンガーのアイコンを選ぶと主人公の衣装を全身単位で変えることができる。そこからさらに「ファッションセンター ダルマ」を選ぶと、おしおきで獲得したダルマコインを消費してもみじの衣装を購入できる。衣装はもみじの容姿を変化させる他、一部には「おしおき時間が増える」など特殊効果を持つものもある。衣装はゲームの進行度により購入できる種類が増える。

### 金の玉
このゲームにおける課金アイテム「金の玉」は、消費しきった行動力の自然回復を待てないときや経験値のみで習得できるワザをその消費無しに習得したいときと、上述のドーピング使用時に任意で消費される。路線選択画面左上に表示される金の玉のアイコンから購入画面を開くことが出来るが、現金による購入の他、外部のアプリやサービスを利用することによる取得方法も用意されている。また、何日か連続で遊ぶ際のボーナスやルーレットの景品などの入手機会がある。

## キャラクター
秋山もみじ（あきやま もみじ）
どこにでも居るごく普通の女子高校生（ゲームオープニングによる説明）で、このゲームのプレイヤーキャラクターたる主人公。前は左分けで後ろは襟元ほどの長さの髪に金または黄色のヘッドリングを着け、目元を赤い仮面で覆い、両手にボクシンググローブ、両脚にニープロテクターとボクサーシューズを着けた少女。服装は最初、学校の冬服たるブレザー型の制服を着る。何故かヘンタイと遭遇し易い特技を持ち、趣味として彼らを成敗する。なお、彼女やヘンタイ紳士には声の配役があるものの、声優名は公表されていない。
エンジェルドキュン
このゲームでプレイヤーに様々な案内を行う、翼を持つ裸身の乳幼児のような天使姿のキャラクター。
セニョール師匠
たくましい肉体と濃いヒゲ痕で女性語を使う、もみじの師匠。「セニョール道場」で経験値と引き換えにもみじにワザを授ける。
ダルマ店長
目の部分がハート型で腹に「倫理」と書かれただるま姿のキャラクター。ダルマコインと引き換えにもみじに衣装を販売する「ファッションセンター ダルマ」の店長であり現金による金の玉販売の受付役でもあるが、もみじに度々おしおきされるヘンタイ紳士の一人でもある。

### ヘンタイ紳士
このゲームでもみじに「おしおき」される「ヘンタイ紳士」は、上述の「ダルマ店長」と以下の計11名で、ヘンタイ紳士各々は複数の路線・駅に繰り返し登場する。なお、一部に付く「氏」はゲーム本編や公式サイト、各出典に従い本節では略していない。
ハチマキ氏
ピンクの鉢巻きと背中や襟に「未開発彼女募集中!」の文字を入れた同色の法被を着てアイドル応援の練習と称して電車内でオタ芸をする、眼鏡をかけた太った男性。
スク水ニーソックス氏
おかっぱ頭に黄色いリボンを着け、ピンクのスクール水着を着て白いニーソックスを履き、リコーダーを差した赤いランドセルを背負った赤い眼鏡の男性。自分を妹、もみじを兄に見立てた会話をする。
ヌルヌルスワン氏
日焼けした筋肉質の身体にローションを塗り、股間にスワンの頭を付けたチュチュを着て、きらめく瞳の描かれたアイマスクを着けた男性。語尾に「っす」のつく話し方をする。
ICHIMO
角ばった頭部や胴体を持ち、会話も出来る白い人型のロボット。1分間に100回と称する激しい腰振りが得意で、もみじの「おしおき」に快感を感じては暴走する。
サスペンダー氏
筋肉質の裸身にポリスハット風の帽子と眼鏡、蝶ネクタイ付きの付け襟、縞模様の靴下と靴、サスペンダー付きの青いショートパンツを履いた男性。四肢を後ろに縛られ吊り下げられた状態で登場する。
抱き枕氏
「ハイスクールバニー」と称するバニーガール姿の女性の描かれた抱き枕を抱え、背中に彼女を描いたシャツを着て、頭に彼女と同じ赤いウサギの耳風ヘアバンドを着けた男性。「拙者」「ござる」など古風な話し方をし、「ブフォ」などと笑う。
お子様ランチ氏
青いスモックに短いズボン、黄色い帽子とカバンといった園児のような衣装を着けた中年男性。衣装と同様に園児のような話し方をし、もみじを「せんせえ」と呼ぶ。
望遠レンズ氏
格子柄の黄色い長袖シャツに白いベスト、茶色の長ズボンを着て黒いリュックサックを背負い、望遠レンズの付いたカメラを携えた男性。もみじ等の写真を勝手に撮影する。
マスク・ド・M氏
それぞれ青いマスクとグローブ・シューズ以外はほぼ全裸で全身の随所にベルトを巻いただけの巨漢。英語らしき言葉をカタカナで話し、「マスター」となる人を探していたが、もみじをそう呼ぼうとする。
リトルグレイ氏
緑色の肌を持つグレイの姿をした宇宙人。紫色の服を着ているが、尻にあたる部分が大きく開いている（本人によれば露出部分は「尻ではない」）。

## 評価
4Gamer.netの「日刊スマホゲーム通信」では「『バカゲー』に見えるがよく作りこまれておりやりこみ要素も多いアクションゲーム」、ファミ通appの新作情報では「ただおバカなノリの連打ゲームではなくアクション要素もしっかり取り入れられているようだ」、iNSIDEの「ロイドレポ」では「物語とアクションをしっかり楽しめるバカゲー」と評された。ゲーム専門以外のメディアでも、インターネットコムでは「飽きずに続けられそうな丁寧なつくりで、音楽や画像など技術面の高さも人気の理由かもしれない」、マイナビニュースでは「簡単に爽快なコンボを繰り出せて初心者からコアな格闘ゲームユーザーまで楽しめる内容で、コスチュームなどの凝った仕掛けもやりこみ要素になるだろう」と評された。タレント・上住マリアは日刊スポーツの連載コラム「上住マリアのぐるぐるつらつら。」にてこのゲームを楽しんだと述べた。